# Jatvinški jezik
Sudovijski jezik (ISO 639: xsv; jatvinški), izumrli zapadnobaltčki jezik koji se negdje, možda do 16. stoljeća govorio u graničnom području Poljske, Bjelorusije i Litve, oko rijeke Narev.
Govorio ga je narod poznat kao Jatvinzi, nauci poznat samo po toponimiji dok nije pronađen neki tekst koji je nesrećom kasnije spaljen. Kupio ga je od nekog svećenika izvjesni Zinov, ali ga je njegova majka aza vrijeme svađe s njim spalila. Svoje prethodno napravljene bilješke poslao baltistu Vladimiru Toporovu, po čemu je zaključeno da se radi o prijepisu autentičnog jatvinškoga teksta. 
Taj rukopis poznat je pod imenom Pogańskie gwary z Narewu (»Poganski govori iz Narewa«). Danas je jedini pisani trag o tom jeziku taj maleni poljsko-jatvinški rječnik s 215 riječi.